# 方丹圣克莱尔
方丹圣克莱尔（法語：Fontaines-Saint-Clair，法語發音：[fɔ̃tɛn sɛ̃ klɛʁ]）是法国默兹省的一个市镇，属于凡尔登区。

## 地理
方丹圣克莱尔（49°22'8"N, 5°14'8"E）面积6.23 平方千米，位于法国大東部大區默兹省，该省份为法国西北部内陆省份，北与比利时接壤，西接马恩省和阿登省，南至上马恩省和孚日省，东临默尔特-摩泽尔省。
与方丹圣克莱尔接壤的市镇（或旧市镇、城区）包括：维洛讷-阿罗蒙、布朗德维尔、布雷埃维尔、默兹河畔丹、利尼德旺丹、布拉东河畔米利、米尔沃、默兹河畔锡夫里。
方丹圣克莱尔的时区为UTC+01:00、UTC+02:00（夏令时）。

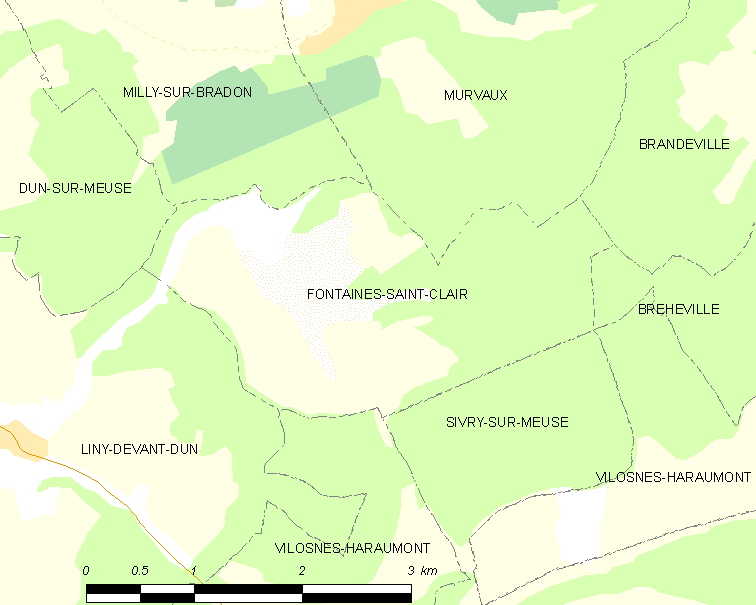
方丹圣克莱尔的OSM定位图

## 行政
方丹圣克莱尔的邮政编码为55110，INSEE市镇编码为55192。

## 政治
方丹圣克莱尔所属的省级选区为斯特奈县。

## 人口

1962-2008年间方丹圣克莱尔人口变化图示

方丹圣克莱尔于2022年1月1日时的人口数量为36人。